# FreeBas.
FreeBas.（フリーバス）は、株式会社パワフルブレーンズが発行するバスケットボールに特化をした全国版の月刊フリーマガジンである。
創刊は2006年（平成18年）10月、発行部数は12万部、発行日は毎月20日となっている。主な配布方法は申し込みによるチーム単位での無料送付、スポーツショップ、バスケットボールの試合会場での配布となっている。